# Daphne Douglas
Daphne Rowena Douglas CD (sinh ngày 26 tháng 9 năm 1924) là một thủ thư người Jamaica đã nghỉ hưu. Bà là người phụ nữ Jamaica đầu tiên trở thành giáo sư tại Đại học West Indies, nơi bà là trưởng khoa nghiên cứu thư viện, và sau đó giữ chức chủ tịch thư viện quốc gia Jamaica từ năm 1997 đến 2011.

## Thơ ấu
Douglas được sinh ra ở Kingston, Jamaica, là con của Rowena Theresa (nhũ danh Davis) và Thomas Edson Douglas. Bà lớn lên ở Brown's Town, học tại trường trung học St. Hilda, và sau đó trở lại Kingston để theo học trường thương mại Suther 4.0.3. Douglas gia nhập Cơ quan Dân sự Jamaica vào năm 1944 với tư cách là thư ký và nhà viết bản mẫu. Sau khi học ngành khoa học thư viện ở Trinidad và UK, cô được nhận vào Hiệp hội Thư viện Anh và bắt đầu làm việc cho Dịch vụ Thư viện Jamaica vào năm 1956. Bà là thủ thư của Viện Jamaica từ 1961 đến 1963 và thủ thư của Phái đoàn Thường trực Jamaica tại Liên Hợp Quốc từ 1963 đến 1964.

## Sự nghiệp học vấn
Năm 1971, Douglas trở thành giảng viên cơ sở tại Khoa Nghiên cứu Thư viện của Đại học Tây Ấn (UWI) tại Mona. Sau đó, bà đã thực hiện các nghiên cứu sâu hơn ở Hoa Kỳ trong chương trình học bổng OAS, tốt nghiệp bằng Thạc sĩ Khoa học Thư viện của Đại học Pittsburgh năm 1974. Douglas được thăng chức làm giáo sư nghiên cứu thư viện vào năm 1984, trở thành người phụ nữ Jamaica đầu tiên có bằng giáo sư đầy đủ tại UWI (và người phụ nữ thứ ba nói chung). Bà đã từng là trưởng phòng từ năm 1976 đến năm 1980 và từ năm 1982 đến năm 1993, và khi nghỉ hưu năm 1994, bà đã trở thành giáo sư danh dự.

## Công việc khác và vinh danh
Douglas phục vụ trong ban điều hành của Hiệp hội các trường đại học, thư viện nghiên cứu và thể chế Caribe trong sáu năm, và là chủ tịch vào năm 1984. Bà là thành viên hội đồng quản trị lâu dài của Thư viện Quốc gia Jamaica, và sau khi nghỉ hưu tại UWI, làm chủ tịch từ năm 1997 đến 2011, thay thế Joyce Robinson. Năm 1993, Douglas đã được thực hiện một lệnh củaTư lệnh của Dòng biệt lập.